# دينا جي كينغ
دينا جاناي كينغ من مواليد 1981 محامية أمريكية عملت منصب محامية امريكية للمنطقة الشمالية الغربية لكارولينا منذ 2021

## تعليم
تحصلت كينغ على باكالوريا العلوم بامتياز مع مرتبة الشرف من جامعة شمال ولاية كارولينا في عام 2003 ودكتوراه الحقوق بجامعة كارولينا للحقوق في عام 2006